# 日本とラトビアの関係
日本とラトビアの関係（にほんとラトビアのかんけい、ラトビア語: Japānas un Latvijas attiecības、ロシア語: Латвия–японские отношения、英語: Japan–Latvia relations） / 日本と良都美野関係 / 日良関係では、日本とラトビアの関係について概説する。

## 両国の比較
|                   | ラトビア                     | 日本                           | 両国の差                 |
| ----------------- | ---------------------------- | ------------------------------ | ------------------------ |
| 人口              | 191万2789人（2019年）        | 1億2626万人（2019年）          | 日本はラトビアの約66倍   |
| 国土面積          | 6万5000 km²                  | 37万7972 km²                   | 日本はラトビアの約5.8倍  |
| 人口密度          | 31 人/km²（2018年）          | 347 人/km²（2018年）           | 日本はラトビアの約11.2倍 |
| 首都              | リガ                         | 東京都                         |                          |
| 最大都市          | リガ                         | 東京都区部                     |                          |
| 政体              | 大統領制 共和制              | （民主制）議院内閣制           |                          |
| 公用語            | ラトビア語                   | 日本語（事実上）               |                          |
| 通貨              | ユーロ                       | 日本円                         |                          |
| 国教              | なし                         | なし                           |                          |
| 人間開発指数      | 0.847                        | 0.919                          |                          |
| 民主主義指数      | 7.49                         | 7.99                           |                          |
| GDP（名目）       | 341億291万米ドル（2019年）   | 5兆819億6954万米ドル（2019年） | 日本はラトビアの約149倍  |
| 一人当たり名目GDP | 17828.9米ドル（2019年）      | 40246.9米ドル（2019年）        | 日本はラトビアの約2.6倍  |
| GDP（購買力平価） | 631億6182万米ドル（2019年）  | 5兆5043億3091米ドル（2019年）  | 日本はラトビアの約87.1倍 |
| 一人当たり実質GDP | 33020.8米ドル（2019年）      | 43593.5米ドル（2019年）        | 日本はラトビアの約1.3倍  |
| 経済成長率        | 2.1%（2019年）               | 0.7%（2019年）                 |                          |
| 軍事費            | 7億980万7433米ドル（2019年） | 476億902万米ドル（2019年）     | 日本はラトビアの約67.1倍 |

## 歴史
ロシア革命に乗じてラトビアは独立を宣言（ラトビア第一共和国）。第一次世界大戦後は独立国として認められると、1921年には日本と国交を結んでリガには大日本帝国公使館が設置されていた。しかし、1940年のソ連によるラトビア侵攻（バルト諸国占領）に伴い独立を失うと、日本は同公使館を閉鎖した。
1991年、ラトビアはソ連からの独立を達成すると、日本は同年9月にラトビアを国家承認し、外交関係を結んだ。1992年6月からは在スウェーデン日本国大使館がラトビアの兼轄を始め、交流が深まると2000年1月にはリガに在ラトビア日本国大使館が開設、2009年に常駐の初代駐ラトビア日本大使が着任した。一方、ラトビア側は2006年東京に駐日ラトビア大使館を設置した。

## 外交
ラトビアは経済協力開発機構（OECD）、北大西洋条約機構（NATO）、世界貿易機関（WTO）の加盟国であり、冷戦終結後は新たな西側諸国の一員として日本と共同歩調を取ることも多い。

### 訪日
ラトビア要人の訪日に関しては、2006年にはアイガルス・カルヴィティスがラトビア首相として初めて訪日し、当時総理大臣であった小泉純一郎と初の日・ラトビア首脳会談を実施した。
2005年から2007年にかけて、ラトビアは毎年二桁の経済成長を誇っていたが、世界金融危機により2009年にはマイナス14％の経済成長率に下落。そんな中、イヴァルス・ゴドマニスがは新首相として訪日すると、総理大臣の麻生太郎や外務大臣の中曽根弘文、経済産業大臣の二階俊博と会談を実施。ラトビアへの投資加速や経済交流の緊密化についてが話し合われ、経団連との懇談ではゴドマニス首相は「バブル崩壊後の経済危機から立ち直った日本の経験を学びたい」と述べている。
2013年にはヴァルディス・ドンブロウスキスが首相として訪日。2017年にはマーリス・クチンスキス首相が訪日。両者ともに安倍晋三と首脳会談を実施して、北朝鮮情勢や経済協力についてが話し合われた。
2019年10月には、即位礼正殿の儀のためにエギルス・レヴィッツがラトビア大統領として初めて日本を訪問。安倍晋三と会談が開かれ主に経済分野、安全保障分野にて話し合いが行われたほか、早稲田大学に立ち寄り英語での「ラトビアから見た現代民主主義の諸課題」という特別講義を実施している。
その他要人としては、2011年7月にラトビア経済相のアルティス・カンパルスが閣僚級招聘により訪日。2012年にはラトビア共和国議会議長のソルヴィタ・アーボルティニャが参議院を訪問。2015年10月にはラトビア外相のエドガルス・リンケービッチが訪日し、玄葉光一郎と外相会談を実施した。2019年6月には、前年よりラトビア共和国議会議長を務めるイナーラ・ムールニエツェが訪日し、外務大臣であった河野太郎と会談を実施したほか、中曽根弘文や西村康稔、伊達忠一、安倍昭恵などと懇談を実施した。

### ラトビア訪問
日本からは、2018年に内閣総理大臣として初めて安倍晋三がラトビアを訪問。マーリス・クチンスキスと首脳会談を実施して、さらなる経済協力を促すため、「日バルト協力対話」を創設することで一致した。また、2018年はラトビア第一共和国の独立から100周年という節目の年にあたり、安倍晋三はラトビア独立戦争で斃れた兵士に捧げられたモニュメント「自由の記念碑」に献花を実施した。
そのほか、ラトビアとの関係強化のため数名の閣僚や政治関係者がラトビアを訪問。近年では、2015年4月に外務大臣政務官の薗浦健太郎が、2018年9月に同じく外務大臣政務官の岡本三成がラトビアを訪問した。
2021年7月3日、茂木敏充外務大臣は、ラトビア、リトアニア、エストニアのバルト三国訪問後の記者会見で、中国の海洋進出や香港、新疆ウイグル自治区の人権問題について、「日本の懸念に強い共感が示された」「日本と中国、バルト三国とロシアの位置関係や地政学的環境は極めて類似している」と指摘し、権威主義体制であるロシア及び中国と向き合う状況が似ており、中国の海洋進出や人権状況は「バルト三国にとっても他人ごとではない」として、台頭する中国をめぐる認識を共有できたと述べた。バルト三国の外相らは、日本の外交方針「自由で開かれたインド太平洋戦略」への支持と協力を表明し、中国人民武装警察部隊海警部隊に武器使用を認める海警法や、東シナ海・南シナ海への進出、香港、新疆ウイグル自治区をめぐる人権状況についても、日本との間で深刻な懸念を共有した。

## 経済交流
2018年の対ラトビア貿易は、輸出73.2億円、輸入88.6億円であり、両者はほぼ釣り合っている状態にある。日本の輸出品はおもにゴム製品や自動車などであり、一方輸入品は木材や泥炭、家具などである。
西友直輸入のパスタブランドドベリはラトビア産である。

ソ連からの独立当初ラトビアは欧州の貧国であり、1996年10月に日・ラトビア経済協力政策協議が行われて以来、技術協力と文化無償資金協力を中心に開発援助が実施されてきた。特に文化無償の分野では、歴史博物館への視聴覚機材供与、ラトビア国立フィルム・写真・音声資料保存館に対する資料保存機材の供与、あるいは学校に対する日本語学習用機材の供与等、主として同国の文化・教育・芸術活動の一層の活性化に貢献しており、被供与団体のみならずラトビア政府関係者からも高く評価され、日本とラトビアとの友好親善関係の増進に寄与してきた。その後、ラトビアは順調に経済成長を果たし2004年に欧州連合と北大西洋条約機構に加盟、2016年には経済協力開発機構に加盟し、先進国の一つと見なされ始めている。その事から2006年以降日本は文化無償資金協力を停止し、2007年正式にODAを終了した。

## 文化交流

### 双方での文化発信
上記したように、ラトビアは以前は日本から多くの文化的協力を受けていた。現在では在ラトビア日本国大使館が主体となって、日本映画の鑑賞会や生け花教室、日本人形展などの開催を通じ、伝統文化・ポップカルチャーを問わない様々な日本文化を現地で発信している。
一方、日本では両国の友好関係を促進する「関西日本・ラトビア協会」や、音楽面での協力を促す「日本ラトビア音楽協会」が存在。

### 姉妹都市
- 兵庫県神戸市 ‐ ラトビア・リガ

まだラトビアがソ連であった1974年、神戸市は同じ港町であるリガと姉妹都市となり、2014年には交流40周年を迎えて当時神戸市長であった久元喜造などが式典や視察の為にリガを訪問している。
- 北海道東川町 ‐ ラトビア・ルーイエナ町（英語版）

北海道東川町出身の新聞記者がソ連から独立するラトビアを取材。それを契機として、同国写真展やリガの日本語学校へ文房具を贈る物資援助、そのお礼としての当時ラトビア文化大臣だったライモンズ・パウルス（「百万本のバラ」の作曲者）の東川町訪問、高校生の交換留学・相互訪問、ラトビアの音楽家の招聘、東川町から太鼓を運んでの演奏会など、ユニークかつ多岐にわたる交流が民間主体で進められ、初代駐日ラトビア大使となったペーテリス・ヴァイヴァルスはすぐさま東川町を訪問。姉妹都市の機運が高まり、2008年にはペーテリス・ヴァイヴァルスの生まれ故郷であるルーイエナ町と姉妹都市となった。

## 外交使節

### 駐日ラトビア大使
1. ペーテリス・ヴァイヴァルス（ロシア語版）（2006～2013年、信任状捧呈は7月10日[50]）
2. ノールマンス・ペンケ（ウクライナ語版）（2013～2017年、信任状捧呈は9月5日[51]）
3. ダツェ・トレイヤ＝マスィー（2017～2022年、信任状捧呈は9月6日[52]）
  - （臨時代理大使）アンジェイス・カシェヴスキス（2022年）
4. ズィグマールス・ズィルガルヴィス（2022年～、信任状捧呈は11月10日[53]）

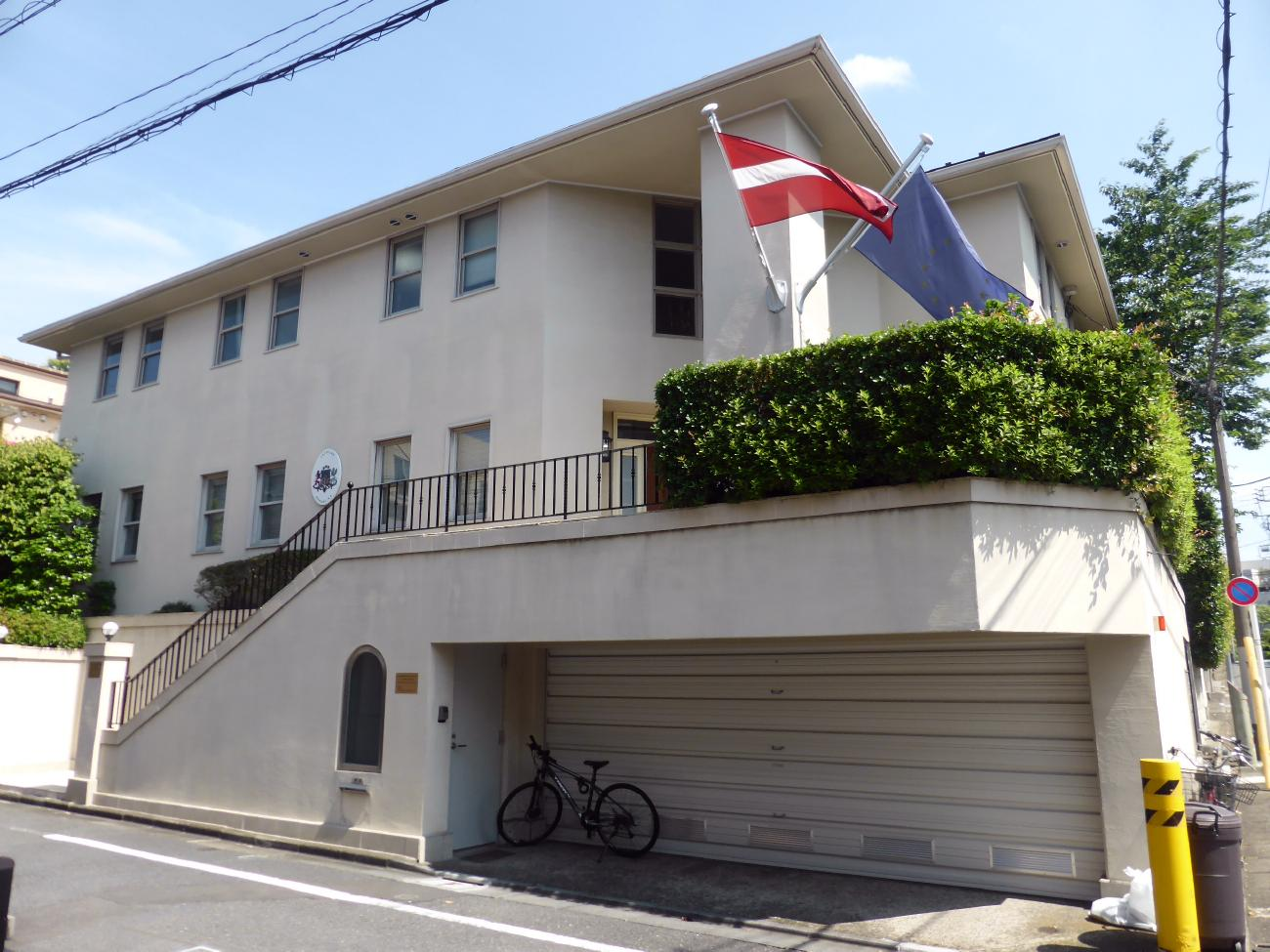
駐日ラトビア大使館全景（東京）
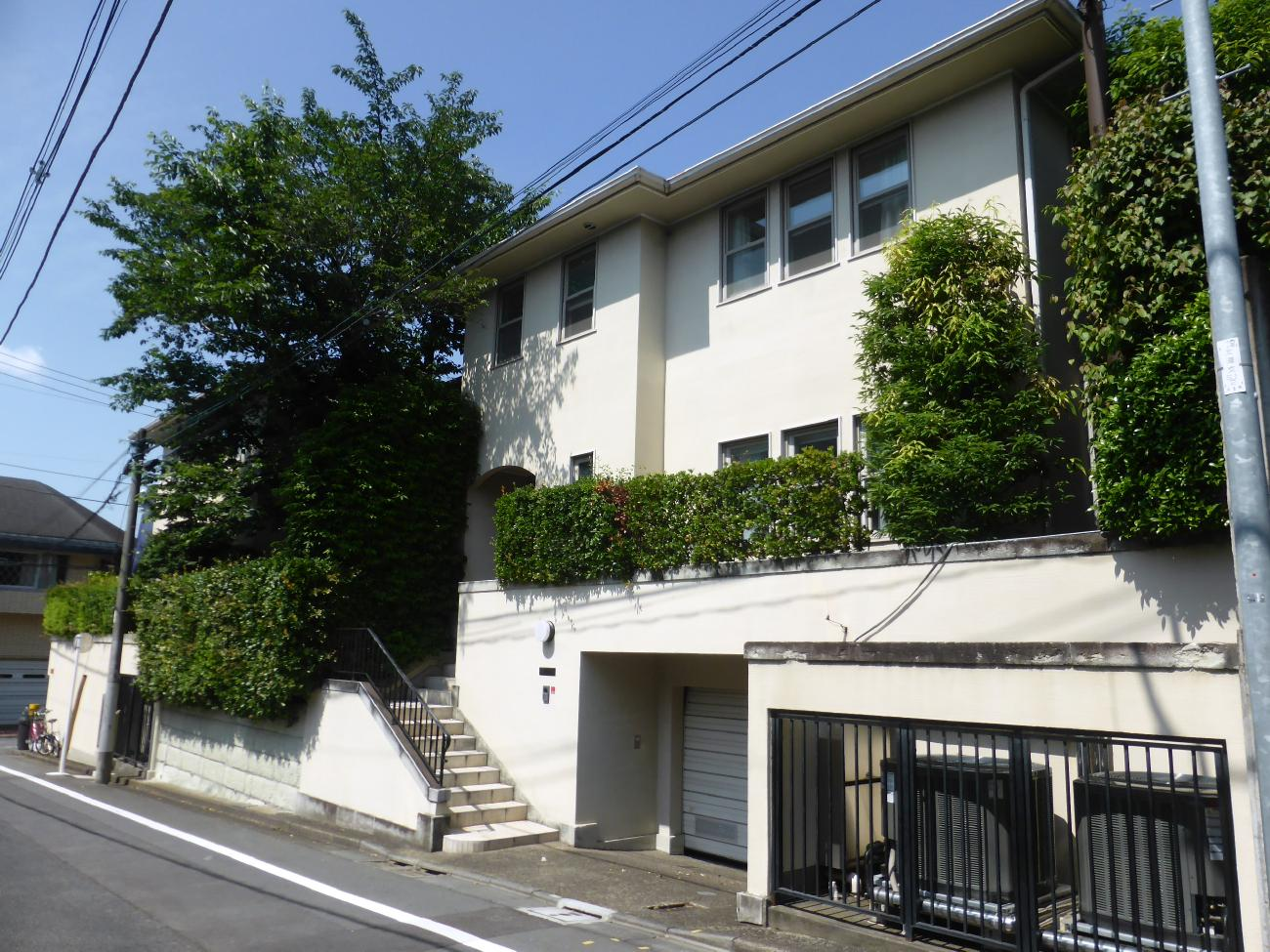
駐日ラトビア大使館側面
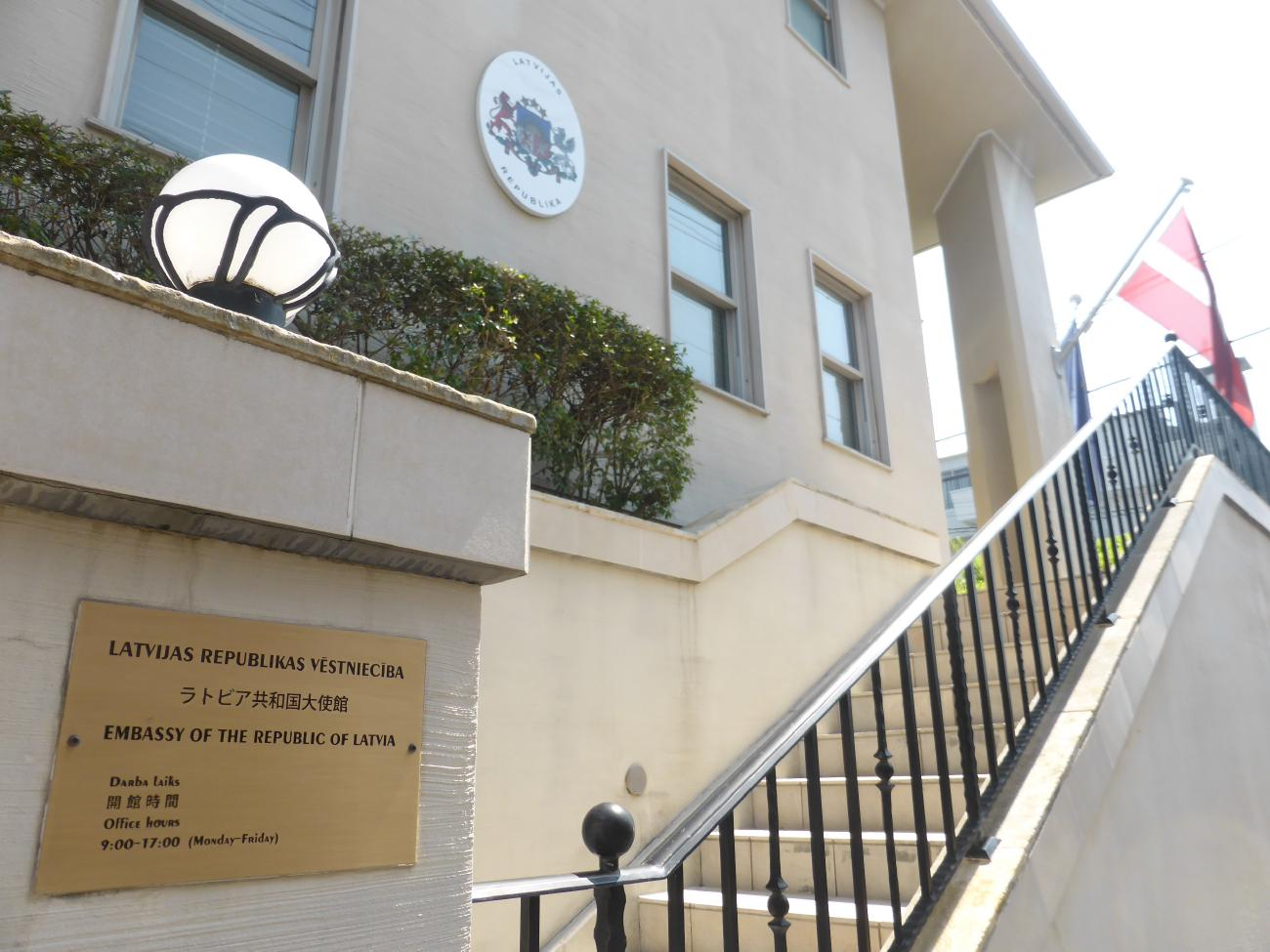
ラトビア大使館表札
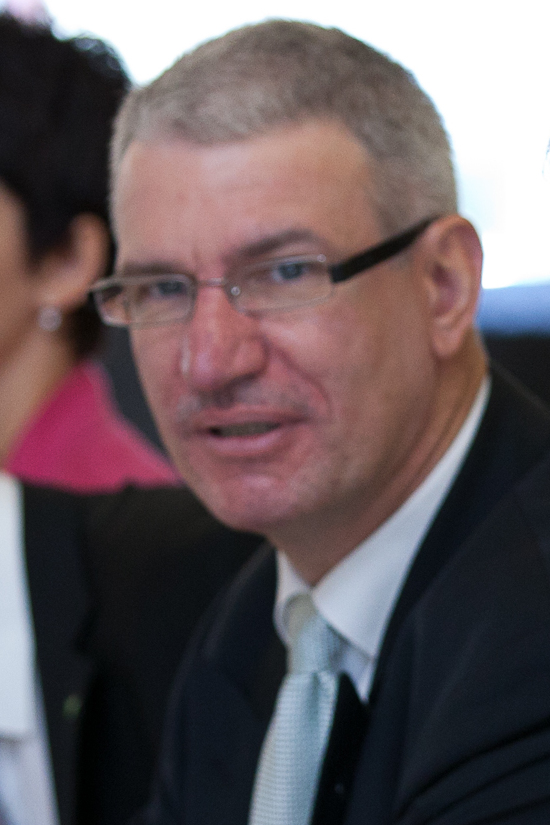
初代駐日ラトビア大使ペーテリス・ヴァイヴァルス
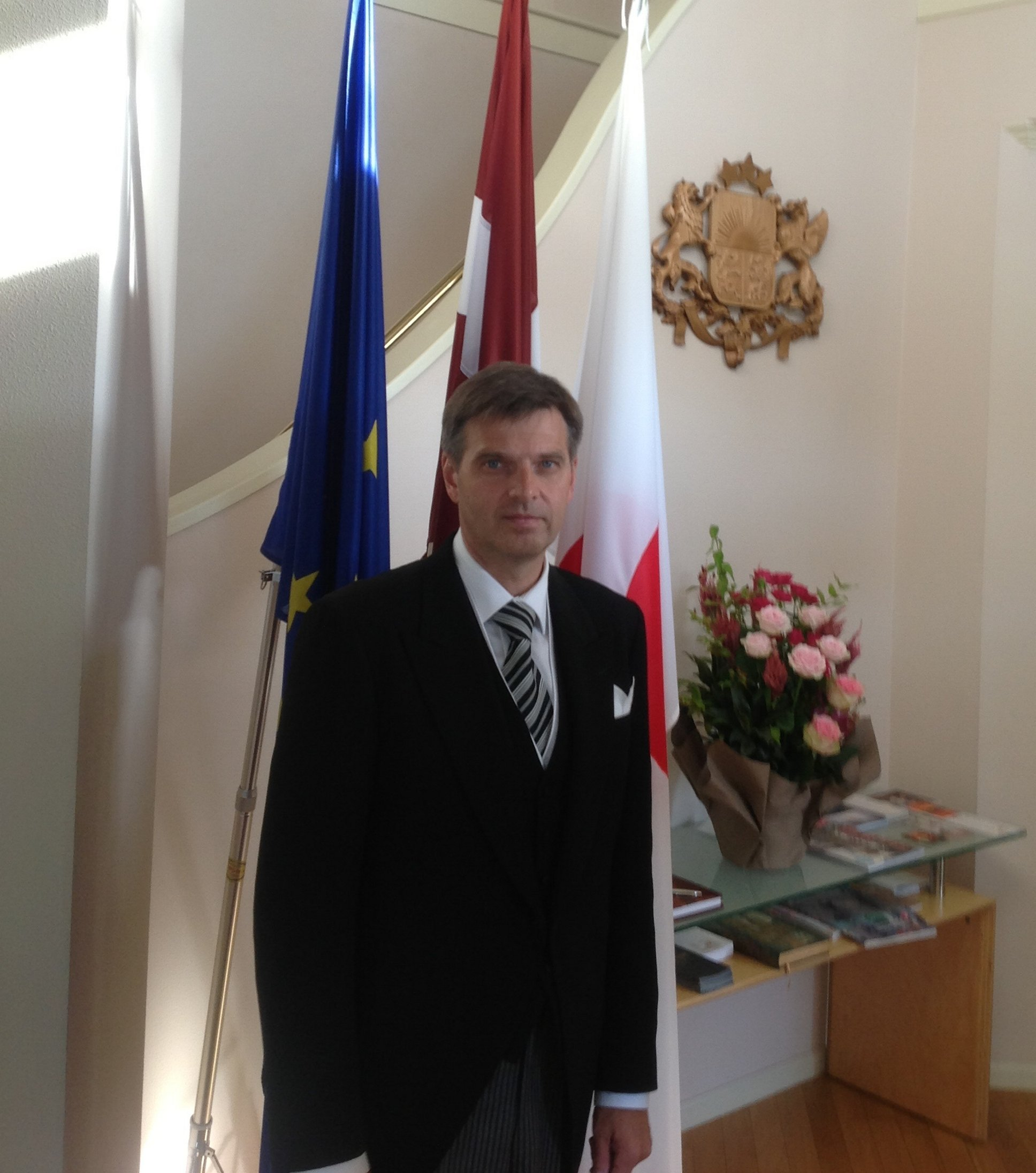
第二代駐日ラトビア大使ノールマンス・ペンケ
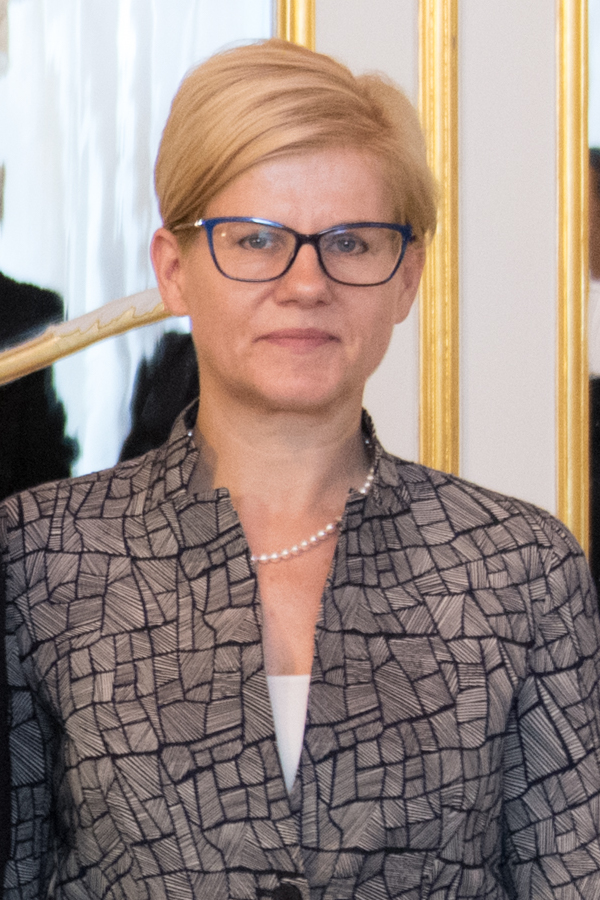
第三代駐日ラトビア大使ダツェ・トレイヤ＝マスィー

## ギャラリー

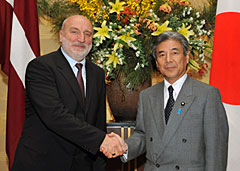
2009年。ヴァルディス・ドンブロウスキスと中曽根弘文の首脳会談の様子。
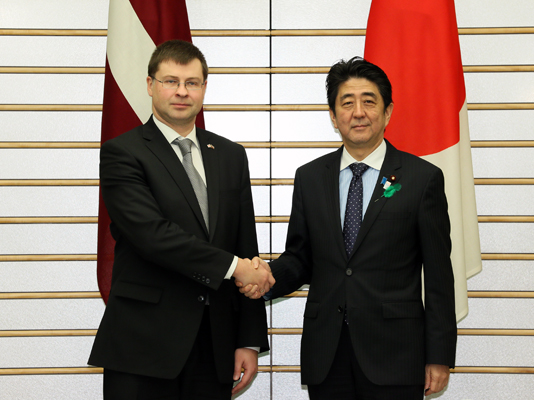
2013年。ヴァルディス・ドンブロウスキスと安倍晋三の首脳会談の様子。
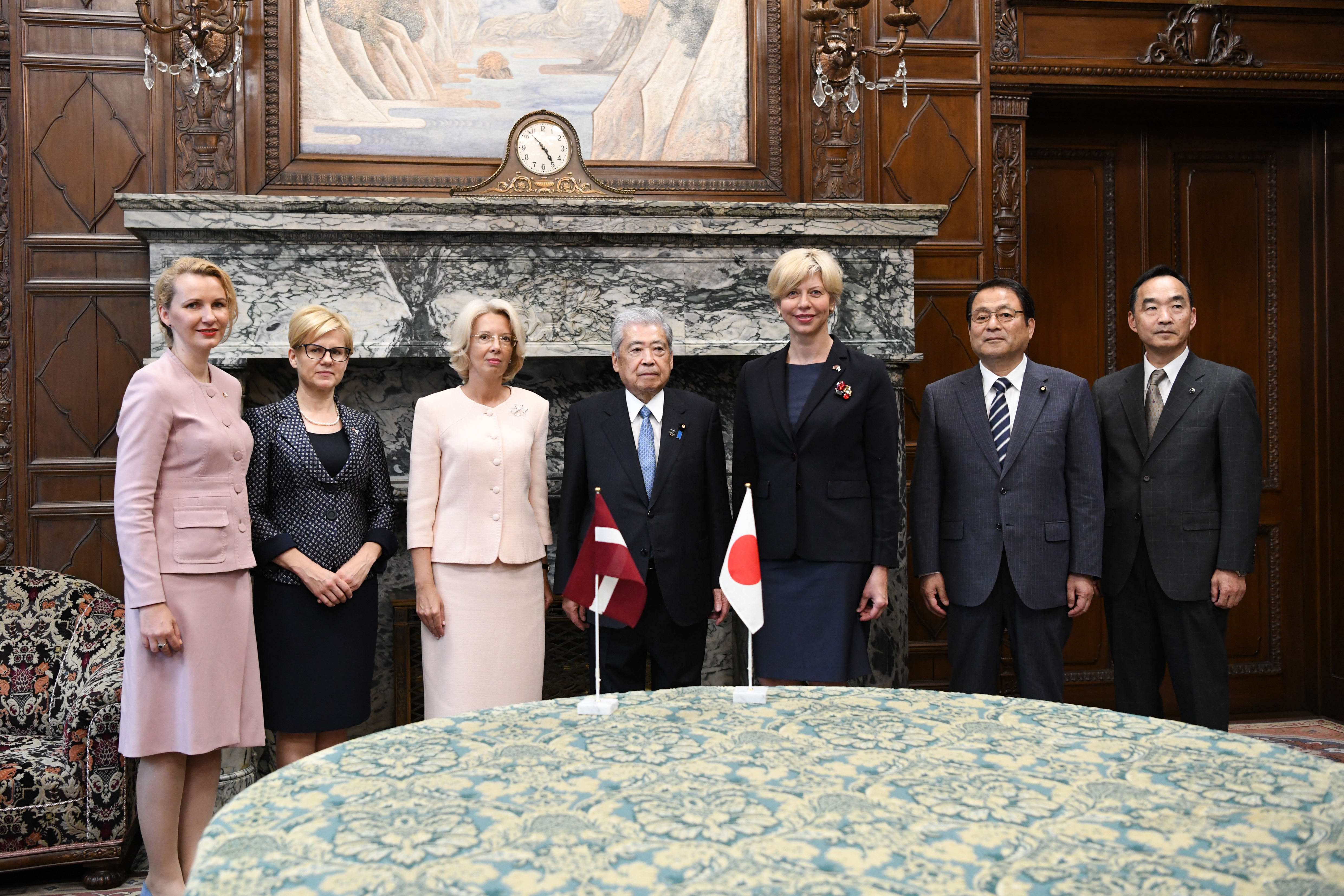
ラトビア共和国議会議長イナーラ・ムールニエツェ（英語版）一団と伊達忠一の会談。
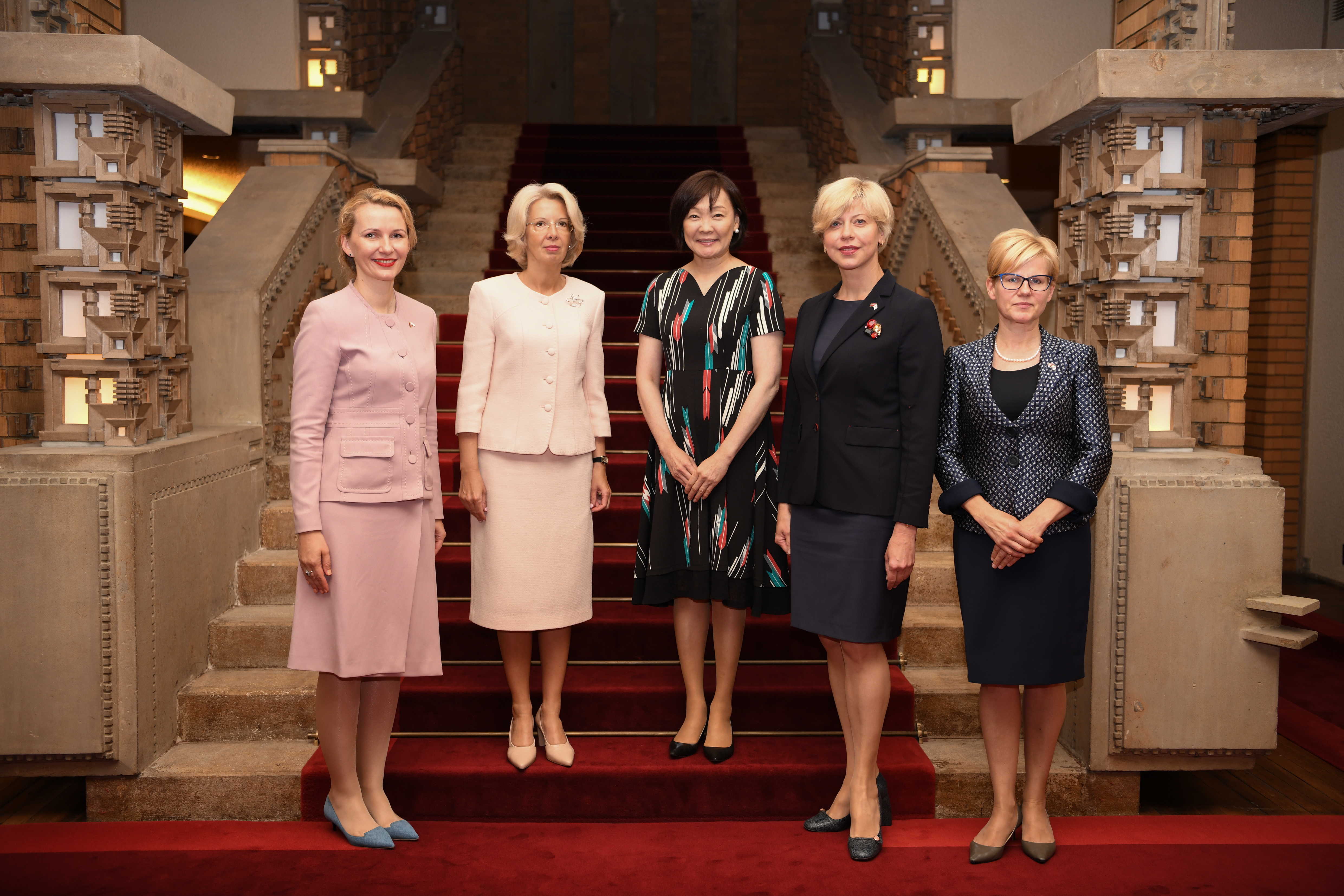
ラトビア共和国議会議長イナーラ・ムールニエツェ（英語版）一団と安倍昭恵の懇談。
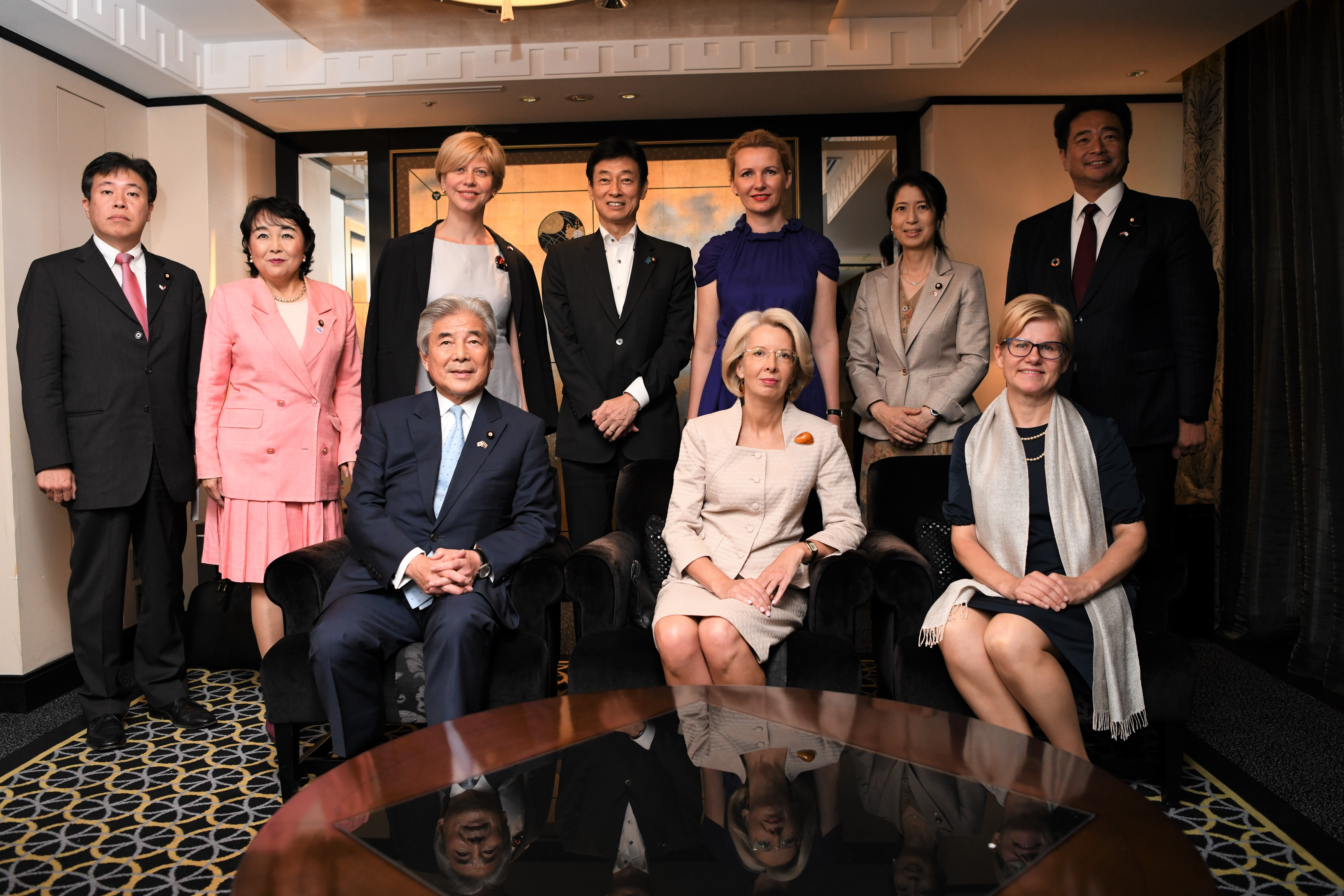
ラトビア共和国議会議長イナーラ・ムールニエツェ（英語版）一団と中曽根弘文・西村康稔らの懇談の様子。
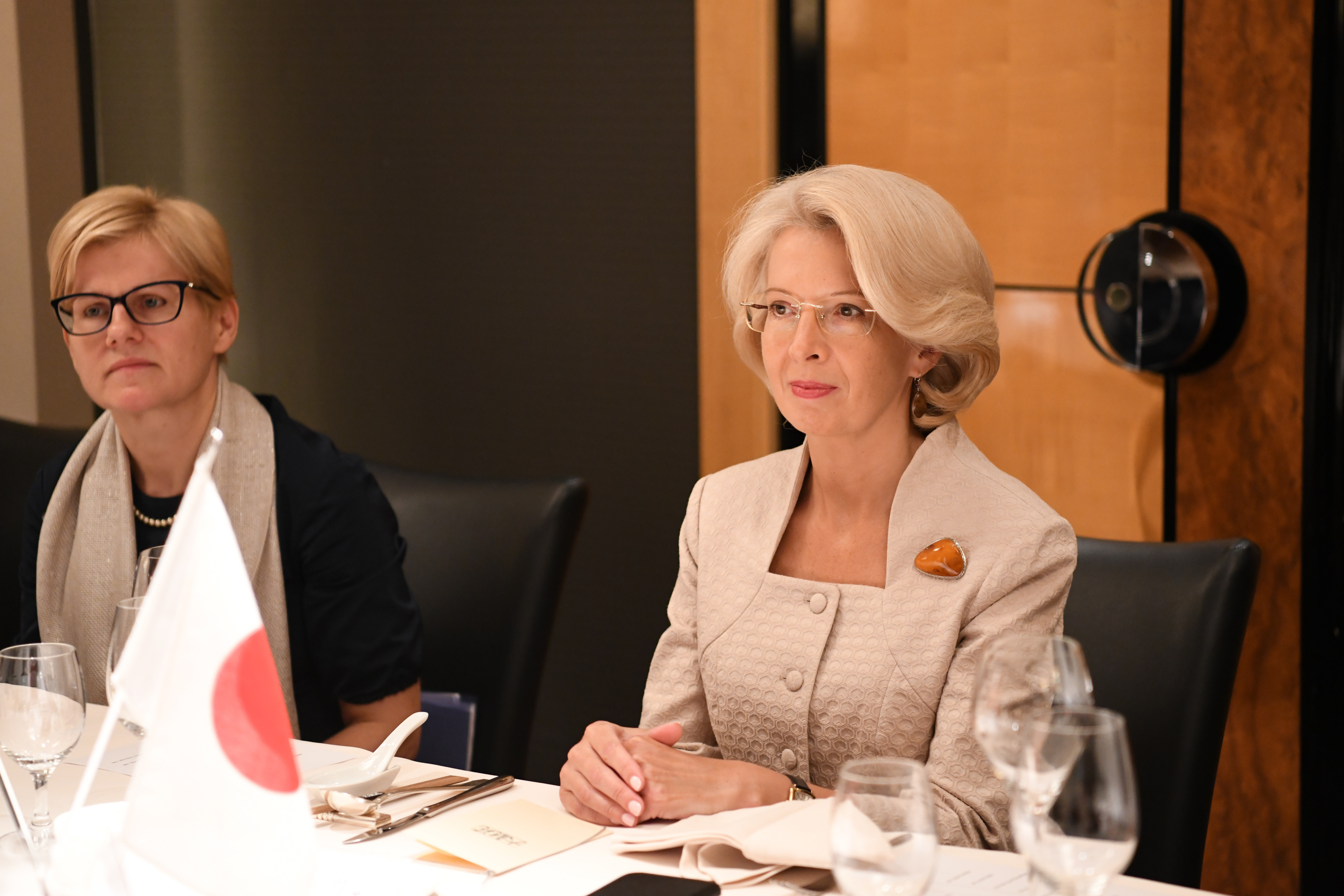
日本政府と会談を実施するイナーラ・ムールニエツェ（英語版）と駐日大使ダツェ・トレイヤ＝マスィー
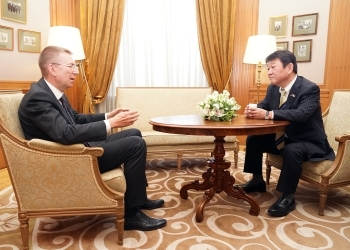
2021年。ラトビアを訪問した茂木敏充と、エドガルス・リンケービッチ・ラトビア外相の会談。
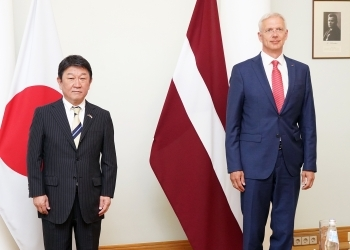
2021年。茂木敏充による、クリシュヤーニス・カリンシュラトビア首相への表敬訪問。